# Louis Hygom
Louis Hygom (4. oktober 1879 i København – 14. januar 1950) var en dansk nyklassicistisk arkitekt, der bl.a. har tegnet Svanemølleværket. Ved siden af sin dyrkelse af det klassiske formsprog var han inspireret af engelske impulser, Arts and Crafts Movement, og datidens nye fænomen, havebyen, en mindre by som er designet til en sund livsform og erhverv.

## Uddannelse
Louis Hygom var elev på Det tekniske Selskabs Skole i København, blev 1903 optaget på Kunstakademiet, hvor han dog kun fulgte undervisningen en kort periode, og var på tegnestuer, bl.a. på Stadsarkitektens kontor hos Ludvig Fenger og hos P.V. Jensen Klint, derefter medarbejder hos Axel Preisler og konduktør på Dansk Folkeforsikringsanstalts bygning, siden hos Ulrik Plesner som konduktør på Hafnias nybygning, i nogle år i kompagniskab med Henning Hansen og fra 1912 selvstændig arkitektvirksomhed i København. Hygom var medstifter af Den frie Architektforening i 1909. Han fik en del opgaver for de store boligselskaber og var arkitekt for Københavns Belysningsvæsen.

## Stil
Hygoms tidlige arbejder, hans landsteder og villaer knytter sig til den linje, der udgik fra Carl Petersen og Ivar Bentsen og som samlede kredsen omkring Den frie Architektforening, men de har ofte en mere kraftig og ubunden form under påvirkning af engelske landhuse. Havebyen Hampstead Garden Suburb (1907) nord for Hampstead og den engelske arkitekt Baillie Scotts Houses and Gardens i tysk udgave (1912) blev for Hygom og andre af periodens danske arkitekter væsentlige inspirationskilder, hvilket afspejles i arkitektens første villaer og landsteder, ikke mindst generalkonsul Holms villa i Skotterup, der har hvide mure, sort bindingsværk og engelske vinduesformer. Senere bevægede Hygom sig videre og gjorde nyklassicismen til sin egen. I hans udformning af stilen er den meget nøgen og skematisk, men ofte oplivet af murværksdetaljer, der undertiden kan minde om art deco. I sin sene periode arbejdede han kun sjældent med pudsede facader. Hygom blev aldrig funktionalist og fastholdt de klassiske idealer til det sidste. Hygoms arbejder fra de sidste år er friere, men synes også mere upersonlige i formen, der stadig knytter sig til ældre dansk byggeskik.

## Hæder
Hygom vandt guldmedalje i Gent 1921, var medlem af Akademisk Arkitektforenings bestyrelse 1921, 1925-29 og 1932-36, medlem af Kunstakademiet 1925, medlem og leder af en række udvalg inden for Akademisk Arkitektforening, medlem af Dansk Standardiseringsråd, af bestyrelsen for Kvindehjemmet på Jagtvej og af Foreningen for Alderdoms Friboliger samt medlem af Reguleringskommissionen for København 1940. Han var Ridder af Dannebrog og Dannebrogsmand.

## Udstillinger
Han udstillede på Den frie Architektforenings udstilling i 1915, Liljevalchs konsthall Stockholm 1918, Charlottenborgs Forårsudstilling 1926, 1930 og Brooklyn Museum, New York 1927.

## Værker

### Villaer og sommerhuse
- Hyllingebjærg i Liseleje (1913)
- Edvard Brandes' hus, Nærumvej 266 (1915)
- Sommerhus i Blokhus (1916) for bankdirektør Ove Ringberg [1]
- Generalkonsul Holms hus i Skotterup (1916-17)
- Dalsborg, Rørtangsvej 1, Snekkersten (1917)
- Hegnsholt i Grønholt (1920)
- Lægebolig i Farum (1923)
- Grosserer Wengels hus, Øster Allé 29, København (1923)
- Tjørnekrogen i Gentofte, bebyggelsesplan og 5 sydligste huse (1923, præmieret af Gentofte Kommune)
- Tidligere direktørbolig ved Kunstindustrimuseumet (1925, præmieret af Københavns Kommune)
- Dr. P. Munchs hus, Øster Allé 5 (1926)
- Sanskevej 15 C, Rungsted Kyst (1927)
- Sølystparken 1, Klampenborg (1937)

### Boligbebyggelser
- Københavns Kommunes boligejendomme ved Borups Allé (1918) og ved Refsnæsgade og Sjællandsgade (1922)
- En af Landmandsbankens karreer ved Genforeningspladsen (1923)
- Rødegård, privat udlejning, ved Genforeningspladsen 17-29, Hvidkildevej 18A-34 (1933, renoveret 2020-2021)
- Karreen Isafjord for Arbejdernes Andels Boligforening, Isafjordsgade/Egilsgade/Njalsgade (1926, ombygget)
- KABs bebyggelse ved Gentofte Sø (1922, præmieret af Gentofte Kommune)
- Karre for Københavns Kommune, Jagtvej 157 A-G/Skrivergangen/Lersø Parkallé/Rådmandsgade 84 (1928, ombygget)
- Rækkehusbebyggelse Svanevænget 6-34 (1928, præmieret af Københavns Kommune)
- Bebyggelsen Østerled/Strandvejen 16 B-C (1928, præmieret af Københavns Kommune, ombygget)
- Sygeplejerskernes Hus, Tagensvej 96 (1930)
- Bebyggelsen Vibevej 49-65, Tornskadestien 1-17 og 2-18, Mejsevænget 1-17 og 2-16, Rørsangervej 2-4, Nattergalevej 1-11 og Hillerødgade 68-72 (1931-32, sammen med Emanuel Monberg)
- AABs bebyggelse ved Frederikssundsvej og Hovedvangen (1936)
- Kvindehjemmet, Jagtvej 153 B (1943, totalt ombygget 2006-08)
- Aldersrenteboliger for Københavns Kommune på Tuborgvej (1944)

### Andet
- H.C. Ørstedsværkets udvidelse, Sydhavnen (1924 og 1930-32, sammen med Valdemar Schmidt)
- Akkumulatorbygning i jernbeton, Østre Elektricitetsværk, Øster Allé 1 (1939-40)
- Udvidelse af Gothersgade Elektricitetsværk, Gothersgade, efter saneringen (1943, nedrevet)
- Svanemølleværket, Nordhavnen (1947-53)
- Transformatorstation, Sydhavns Plads 6 (1949)
- Transformatorstation, Valby Langgade 2

### Projekter
- Frihedsstøttens omgivelser (2. præmie 1910)
- Politikens konkurrence om sommerhuse (1. præmie 1912)
- Østifternes Kreditforening (1. præmie 1913, sammen med Henning Hansen)